# Danh sách vua Lydia
Đây là danh sách vua Lydia, một vương quốc cổ ở phía tây Anatolia. Người Hy Lạp vào thời của Homer đã biết đến xứ này với tên gọi Maeonia, mà có lẽ là một cái tên trước đó của đất nước. Ba triều đại được đề cập từ các nguồn thư tịch cổ xưa; đầu tiên là hoàn toàn huyền thoại, thứ hai bắt đầu với huyền thoại nhưng có một phần lịch sử và thứ ba là thực sự hoàn toàn. Sớm nhất trong số này là cùng thời với viên tổng đốc nổi loạn Madduwattas xứ Zippasla và người kế nhiệm ông Tarkhundaradu, được nhắc đến trong các sử liệu của người Hittite nhưng bất kỳ nhận dạng giữa chúng đều mang tính suy đoán.

## Atyad (Tantalid)
Nhà sử học Herodotus đã cho Manes như là vị vua đầu tiên cùng tên của Maeonia, với một con trai tên là (Atyllus). Nguồn sử liệu khác chẳng hạn như Strabo, cái tên Tmolus và con trai ông Tantalus là vua của xứ này cùng một lúc, cai trị từ Sipylus. Kể từ lúc Omphale là thành viên của cả hai gia đình, có sự phỏng đoán rằng chúng đều giống nhau.
- Manes.
- Atys.
- Lydus.

- Lịch sử phổ thông (Sale et al) năm 1768, trích dẫn từ nhiều nguồn thư tịch cổ khác nhau, cho vào sau các vua Lydia giữa Lydus và Tmolus: Alcymus, Adrymetes, Cambletes.

- Tmolus - (Bị một con bò húc đến chết).

- Lịch sử phổ thông của Sale cho vào sau các vua Lydia giữa Tmolus và Omphale: Theoclymenos, Marsyas, và Iardanus.

- Omphale - (Góa phụ của Tmolus, về sau nắm quyền kiểm soát vương quốc. Triều đại đã giả định bà thuộc dòng dõi Tylonid hoặc Heraclid).
- Tantalus (con trai của Zeus và Plouto, con trai riêng của Tmolus; theo truyền thuyết ông đã hy sinh con trai Pelops làm một bữa tiệc cho các vị thần và bị trừng phạt vì chuyện đó).[4]
- (Tantalus) (con trai của Broteas, kết hôn với Clytemnestra nhưng chưa bao giờ trị vì ở Lydia).

## Tylonid (Heraclid)
Nổi lên từ việc cướp ngôi, vương triều bán huyền thoại này đã thành lập thủ đô tại Sardis, bao gồm 22 vị vua trị vì 505 năm, theo Herodotus. Họ là hậu duệ của một nhánh liên hệ giữa Omphale và anh hùng huyền thoại Heracles (mà người Lydia gọi là Tylon). Vương quốc được gọi là Lydia từ sau vị vua cuối cùng của triều đại trước.
- Agron 1221-? TCN (con trai của Ninus, con trai của Belus, con trai của Alcaeus, con trai của Heracles và Omphale).
- (17 đời vua, tên không rõ, tất cả đều cha truyền con nối).
- Ardys I (Ardysus I) 795-759 TCN (con trai của người tiền nhiệm).
- Alyattes I 759-745 TCN (con trai của Ardys I).
- Meles (Myrsus) 745-733 TCN (con trai của Alyattes I).
- Candaules (Myrsilus) 733-716 TCN (con trai của Meles, bị giết bởi Gyges).

## Mermnad
Mặc dù triều đại này là có thực trong lịch sử, niên đại của nó chưa bao giờ được xác định một cách chắc chắn. Niên đại truyền thống có nguồn gốc từ Herodotus, người đã cung cấp thời gian trị vì của mỗi triều vua; nhưng đã bị các học giả hiện đại nghi ngờ dựa trên cơ sở đồng bộ hóa với lịch sử Assyria. Cả hai phiên bản này đều được đưa ra ở đây (với thứ hai trong dấu ngoặc đơn).
- Gyges 716-678 TCN (hoặc khoảng 680-644) (chồng của góa phụ Candaules).
- Ardys II 678-629 TCN (hoặc 644-khoảng 625) (con trai của Gyges).
- Sadyattes 629-617 TCN (hoặc khoảng 625-khoảng 600) (con trai của Ardys II).
- Alyattes II 617-560 TCN (hoặc khoảng 600-560) (con trai của Sadyattes).
- Kroisos 560-546 TCN (hoặc 560-547) (con trai của Alyattes II).

Về sau quân Ba Tư dưới thời Cyrus Đại đế đã đánh bại Kroisos rồi sáp nhập cả vương quốc của ông vào đế chế của mình.